# Смолино (Кемеровський округ)
Смо́лино (рос. Смолино) — присілок у складі Кемеровського округу Кемеровської області, Росія.

## Населення
Населення — 294 особи (2010; 277 у 2002).
Національний склад (станом на 2002 рік):
- росіяни — 99 %